# Franco Cortese
Franco Cortese est un pilote automobile italien né le 10 février 1903 à Oggebbio, dans la province du Verbano-Cusio-Ossola, près de Turin, et mort le 13 novembre 1986 à Milan.

## Biographie
Franco Cortese est le premier pilote à conduire une voiture Ferrari en compétition, la 125 S.
Il remporte notamment la Targa Abruzzi à trois reprises avec une Alfa Romeo, en 1935, 1937 et 1938 au circuit de Pescara. Il gagne aussi la course de côte du Val d'Intelvi (Argegno-Lanzo) sur Alfa Romeo en 1938, avant-guerre.
À la fin de la Seconde Guerre mondiale, il accroche encore de nombreuses courses nationales à son palmarès:
- le circuit de Modène et celui de Lunio en 1946 sur Lancia Astura
- en 1947, le Grand Prix de Rome Sport et des courses à Verceil, Vigevano et Varèse avec sa Ferrari 125 Spyder
- essentiellement le Grand Prix d'Enna-Pergusa et la Targa Florio en 1951 sur Frazer Nash Le Mans Replica,
- le circuit de Senigallia en 1953 sur Ferrari 166 MM
- en 1956, les circuits d'Opatija (Yougoslavie), de Caserte et de Sassari, sur Ferrari 500 TR.

Il quitte les circuits à la fin de la saison 1958, à 55 ans.